# NBA 올해의 클러치 선수상
올해의 클러치 선수상(영어: NBA Clutch Player of the Year Award)은 NBA의 상으로, "클러치에서 동료 선수들에게 가장 좋은 성적을 거둔 선수"에게 주어지는 상이다.
2022~2023 시즌 수상자부터 제리 웨스트 트로피(영어: Jerry West Trophy)를 수여한다.

## 수상자 목록
| 시즌      | 수상자        | 소속 팀               |
| --------- | ------------- | --------------------- |
| 2022~2023 | 디애런 팍스   | 새크라멘토 킹스       |
| 2023~2024 | 스테픈 커리   | 골든스테이트 워리어스 |
| 2024~2025 | 제일런 브런슨 | 뉴욕 닉스             |